# Filete tártaro

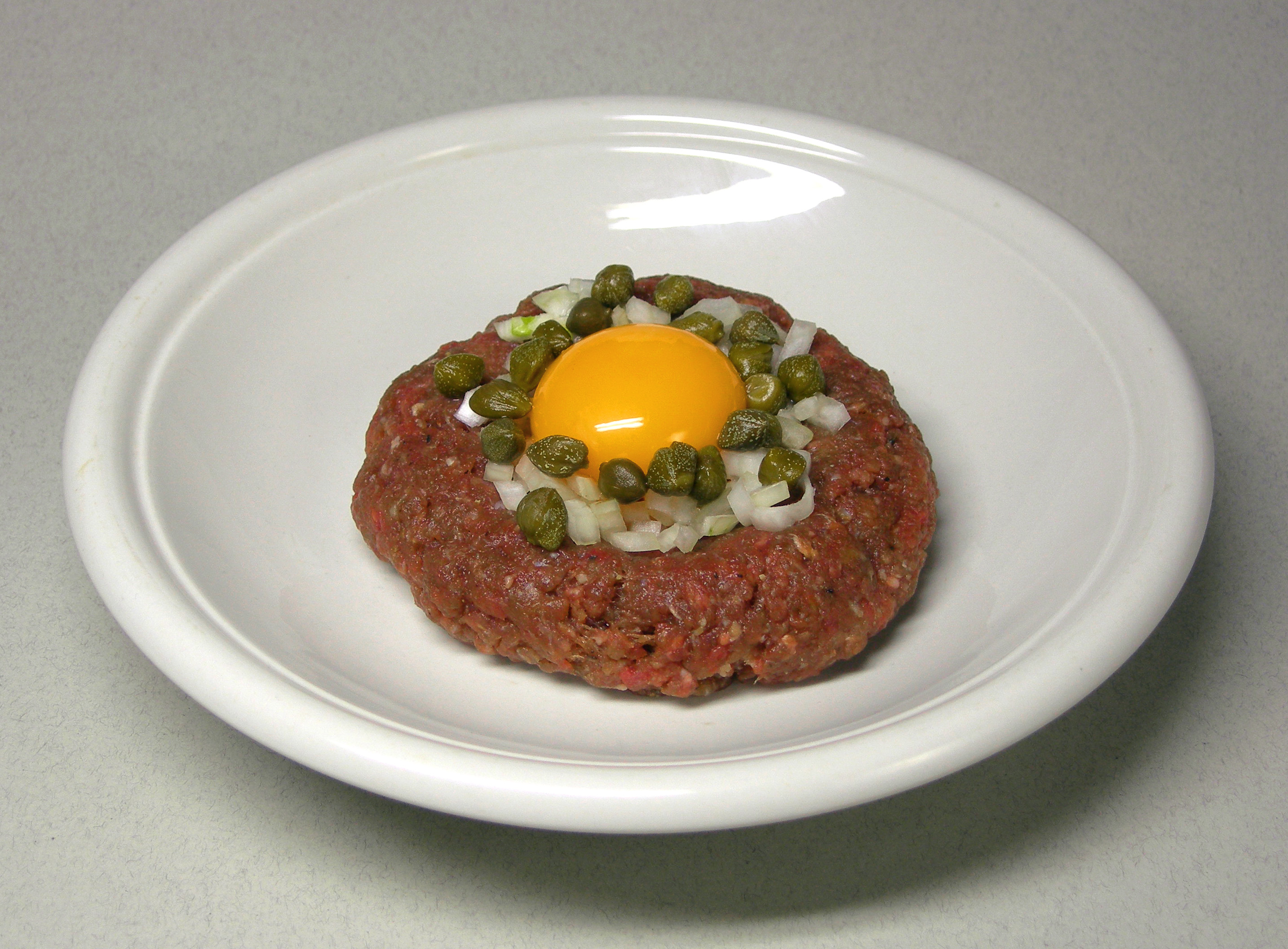
Filete tártaro con huevo, alcaparras y cebolla picada. En francés se le llama œuf à cheval, literalmente: 'huevo a caballo'.

El filete tártaro (en francés steak tartare), bistec tártaro o tartar de ternera es un plato elaborado con carne de vacuno picada cruda. La receta actual fue creada en Francia por Auguste Escoffier y se encuentra en su libro La guía culinaria de 1903 bajo el nombre beefsteak à l'américaine. Se suele servir con cebolla picada muy finamente, alcaparras y diversos ingredientes (desde muy antiguo incorpora pimienta negra recién molida y salsa Worcestershire), algunas veces se pone una yema de huevo.